# Tibberton (Gloucestershire)
Tibberton – wieś w Anglii, w hrabstwie Gloucestershire. Leży 8 km na zachód od miasta Gloucester i 159 km na zachód od Londynu.